# 헥마카크
헥마카크 또는 헥원숭이(Macaca hecki)는 긴꼬리원숭이과에 속하는 마카크의 일종이다. 토기안마카크과 밀접한 관련이 있는 종으로 최근까지 아종으로 간주되었다. 2001년 그로브스가 처음 별도의 종으로 인정했다.

## 특징
짙은 갈색 또는 거무스레한 색을 띠고 주둥이는 검고 털이 없다.

## 분포 및 서식지
인도네시아 술라웨시섬 북부 지역에 분포한다. 서식지는 열대 우림이다.

## 생태
낮에 주로 활동하는 주행성 동물이다. 먹이는 주로 과일이다.